# Bircii, Gorj
Bircii este un sat în comuna Bengești-Ciocadia din județul Gorj, Oltenia, România.
 Acest articol despre o localitate din județul Gorj este deocamdată un ciot. Puteți ajuta Wikipedia prin completarea lui.